# Pushcart-díj
A Pushcart-díj (Pushcart Prize) jelentős irodalmi díj az Amerikai Egyesült Államokban, mely a „Pushcart Press” kiadó támogatásával jött létre. Évente osztják ki olyan költeményekért, novellákért, esszékért és minden egyéb irodalmi műért, melyek kisebb amerikai kiadók kiadványaiban jelentek meg. Magazinok és kisebb kiadók nevezhetnek összesen 6 saját könyvvel. Az irodalmi verseny válogatott műveiből 1976 óta szöveggyűjteményeket adnak ki.
Pushcart-díjas ismertebb szerzők: Raymond Carver, Tim O’Brien, Rick Bass, Charles Baxter, Andre Dubus, Mona Simpson, Seán Mac Falls, Joshua Clover, Paul Muldoon, Bruce Boston, Kathy Acker, William Monahan és Peter Orner.

## Külső hivatkozások
- Pushcart Prize
- Pushcart Rolls Into 25th Year

## Lásd még
- Irodalmi díjak listája